# Минами (посёлок)
Минами (яп. 美波町 Минами-тё:) — посёлок в Японии, находящийся в уезде Кайфу префектуры Токусима. Площадь посёлка составляет 140,85 км², население — 7128 человек (1 августа 2014), плотность населения — 50,61 чел./км².

## Географическое положение
Посёлок расположен на острове Сикоку в префектуре Токусима региона Сикоку. С ним граничат город Анан и посёлки Кайё, Муги, Нака.

## Население
Население посёлка составляет 7128 человек (1 августа 2014), а плотность — 50,61 чел./км². Изменение численности населения с 1980 по 2005 годы:
| 1980 | 11 866 чел. |  |
| 1985 | 11 262 чел. |  |
| 1990 | 10 507 чел. |  |
| 1995 | 9928 чел.   |  |
| 2000 | 9307 чел.   |  |
| 2005 | 8726 чел.   |  |